# 老松町 (西宮市)
老松町（おいまつちょう）は、兵庫県西宮市の町。人口は2849人。郵便番号は662-0085。

## 地理
西宮七園の1つである苦楽園や芦屋市、樋之池町に隣接。
苦楽園6丁目に名前が同様の老松古墳がある。
最寄駅は苦楽園口駅。

## 校区
- 西宮市立北夙川小学校
- 西宮市立苦楽園中学校